# 기말고사

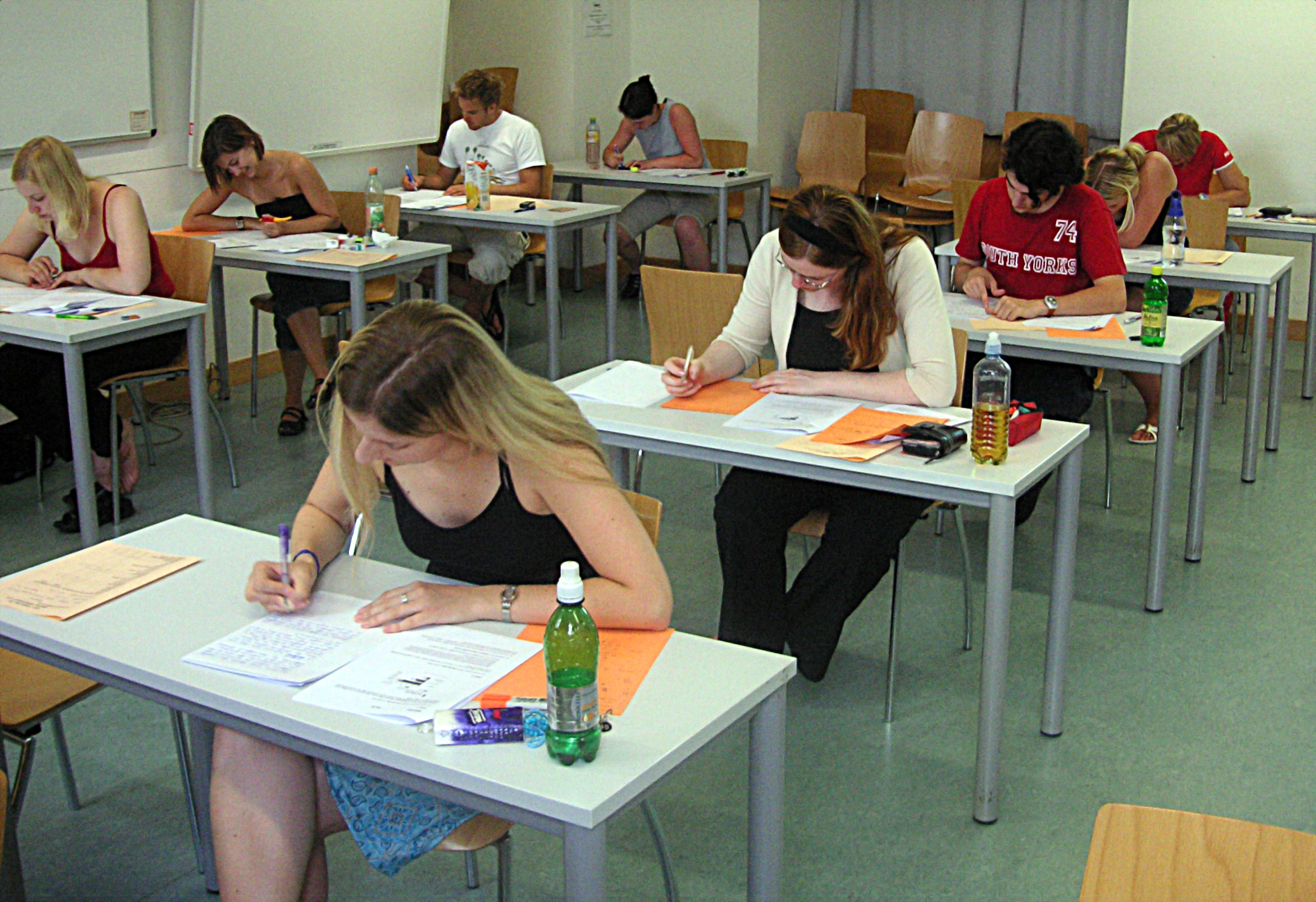

기말고사(期末考査) 또는 학기말고사는 학기 말에 학업 성취도를 확인하는 시험이다.
한 학기의 학습 또는 훈련 과정이 끝날 때 학생들에게 주어지는 시험이다. 대부분의 중·고등학교는 중간고사와 같이 매 학기마다 기말고사를 치르며, 대학 및 대학교는 특정 학기 말에 기말고사를 치른다.
보통 1학기에는 6월 말이나 7월 초에 치르고, 2학기에는 12월 초에 치른다.

## 같이 보기
- 중간고사